# Fritz Voit
Fritz Voit (* 17. Februar 1863 in München; † 28. Oktober 1944 in Gießen) war ein deutscher Internist und Hochschullehrer.

## Leben
Fritz, eigentlich Friedrich Voit, war ein Sohn von Carl von Voit und Laura, geborene von Hößlin (* 1831). Nach dem Abitur 1882 am Münchner Maximiliansgymnasium widmete er sich einem Studium der Medizin an den Universitäten München und Kiel, das er 1889 in München mit dem Erwerb des akademischen Grades eines Dr. med. abschloss. Er bekleidete in der Folge Assistenzarztstellen am Kölner Krankenhaus sowie an der Münchner und Straßburger Medizinischen Klinik, ehe er sich 1893 in München für Innere Medizin habilitierte. Dort wurde er 1900 zum außerordentlichen Professor, 1902 zum Vorstand der Medizinischen Poliklinik ernannt.
1903 wechselte er als ordentlicher Professor der Inneren Medizin und Direktor der Medizinischen Poliklinik, der Kinderklinik und des Pharmakologischen Instituts an die Universität Erlangen. 1906 folgte er einem Ruf als ordentlicher Professor der Inneren Medizin und Direktor der Medizinischen Klinik an die Universität Basel, bevor er von 1907 bis zu seiner Emeritierung 1933 in gleicher Stellung an der Universität Gießen tätig war. Zu seinen Mitarbeitern gehörte dort etwa Georg Haas, der sich 1916 in Gießen habilitierte. Voit wurde zum Geheimen Medizinalrat ernannt und trat im Oktober 1933 in den Ruhestand.
Fritz Voit war seit 1894 mit Auguste geborene Steinheil, aus München, Tochter von Adolph Steinheil und Ida, geborene Erdinger, verheiratet. Der Ehe entstammten der Sohn Kurt (* 1895; Internist) und die Tochter Anna (* 1897).
Fritz Voits Forschungen galten insbesondere den Bereichen Bakteriologie, Parasitologie und Metabolismus.

## Schriften
- Ueber den bacterientötenden Einfluss des Blutes Inaugural-Dissertation, Druck von C. Wolf & Sohn, München 1889
- Beiträge zur Frage der Secretion und Resorption im Dünndarm Habilitationsschrift, München, 1893
- Lehrbuch der klinischen Untersuchungsmethoden (mit Richard Geigel):  Enke, Stuttgart 1895.
- Ueber die sogenannte Hemisystolie (mit Otto Frank), in: Archiv der Klinischen Medizin 65, 1900, S. 580–587.
- Der Ablauf der Zersetzungen im tierischen Organismus bei der Ausschaltung der Muskeln durch Curare (mit Otto Frank), Jubiläumsband für Voit, in: Zeitschrift für Biologie 42, 1901, S. 309–362.
- Die Wirkung von Pilocarpin auf die Zersetzung im tierischen Organismus (mit Otto Frank), in: Zeitschrift für Biologie 44, 1903, S. 11–120.
- Die Wirkung von Pilocarpin auf die Zersetzung im tierischen Organismus (mit Otto Frank), in: Münchener Medizinische Wochenschrift 50, 2, 1903, S. 1440.